# Стадница (Киевская область)
Ста́дница (укр. Стадниця) — село, входит в Белоцерковский район Киевской области Украины.

## История
Население по переписи 2001 года составляло 829 человек.
В июне 2011 года было возбуждено дело о банкротстве находившегося здесь спиртзавода.

## Местный совет
09834, Київська обл., Тетіївський р-н, с.Стадниця